# Mirufens platyopterae
Mirufens platyopterae is een vliesvleugelig insect uit de familie Trichogrammatidae. De wetenschappelijke naam is voor het eerst geldig gepubliceerd in 1997 door Lou, Cong & Yuan.